# 小田原聖十字教会
小田原聖十字教会（おだわらせいじゅうじきょうかい）は、日本の教会建築。神奈川県小田原市南町に所在。

## 歴史
1899年（明治32年）、A・ショウ司祭がオードレ主教の認可をえて伝道を開始、日本聖公会小田原講義所を開所した。1909年（明治42年）、教会の設立が認可され、1918年（大正7年）、現在の土地が購入された。1923年（大正12年）9月1日、関東大震災により礼拝堂が崩壊したが、1927年（昭和2年）1月12日に現在の礼拝堂が再建された。

## 関連施設
- 花園幼稚園

## 関係文献
- 鈴木元彦、東京の名教会さんぽ、エクスナレッジ、2017年